# Teste unicaudal

Representação da região crítica do teste unicaudal à direita em amarelo de uma distribuição normal

Em teste de hipóteses, um teste unicaudal é uma maneira de computar significância estatística de um parâmetro inferido de um conjunto de dados. O teste unicaudal é usado somente se os desvios em uma direção (comumente chamadas à direita ou à esquerda) são considerados teoricamente possíveis; em contraste, um teste bicaudal é usado se os desvios em qualquer direção são considerados possíveis. Observações em uma porção extrema (região de rejeição) do teste unicaudal, composta de uma única parte da distribuição levam a rejeição da hipótese nula.